# 伊朗佛教
佛教在伊朗，最早可追溯至公元前6-5世紀，巴利文傳説也支持這説法，佛陀在世時佛教已傳至阿富汗北部的巴爾赫。
但到224年，薩珊王朝時代政府把拜火教定為國教後，佛教徒受逼害，寺廟被破壞，剩餘的寺廟在5世紀又受嚈噠攻擊，到7世紀中葉，阿拉伯人征服伊朗，多數伊朗東部地區的寺院被阿拉伯人焚毁，只剩下如巴米揚等一些地區的生存至9世紀。
在伊兒汗國早期佛教曾復興，但到合贊汗時代正式接受伊斯蘭教，驅逐佛教僧侣到其他佛教國家。
近年來，伊朗人對佛教的興趣高漲，但國内伊斯蘭教獨大，嚴格來說沒有真正的佛教徒。